# Camponotus vulpus
Camponotus vulpus é uma espécie de inseto do gênero Camponotus, pertencente à família Formicidae.